# Tokunagaia kibunensis
Tokunagaia kibunensis är en tvåvingeart som först beskrevs av Tokunaga 1939.  Tokunagaia kibunensis ingår i släktet Tokunagaia och familjen fjädermyggor. Inga underarter finns listade i Catalogue of Life.